# Tirol Oriental
Tirol Oriental es la parte más pequeña del estado austriaco de Tirol, localizada al oeste del país. La otra parte de este estado es Tirol Septentrional, con el que no comparte frontera. Corresponde con el distrito de Lienz, cuya capital es la ciudad homónima.
Aparte de estas dos regiones, la región histórica de Tirol durante muchos siglos también incluía Tirol del Sur —que corresponde a la Provincia autónoma de Bolzano— y Trentino —que corresponde a la Provincia autónoma de Trento—, ambas situadas al noreste de Italia, donde fueron anexionadas después de la Primera Guerra Mundial.
Tirol del Norte tiene frontera con el estado austriaco de Salzburgo por el norte, con Carintia por el este, y con Italia, en concreto con la provincia de Belluno por el sur y con Tirol del Sur por el oeste.